# Beleg van Leuven
Het Beleg van Leuven vond plaats tijden de Tachtigjarige Oorlog tussen 24 juni en 4 juli 1635. Een geallieerd Frans-Nederlands leger belegerde Leuven dat onder het Habsburgse gezag stond van koning Filips IV van Spanje. Het geallieerde leger stond onder leiding van prins Frederik Hendrik van Oranje en de Franse maarschalken Urbain de Maillé-Brezé en Gaspard III de Coligny. De 'Spaanse' troepen in de stad stonden onder leiding van Anthonie Schetz, baron van Grobbendonk en heer van Wezemaal.

## Aanloop
In 1635 werd Ferdinand van Oostenrijk benoemd tot landvoogd. Hij voerde een agressieve politiek en wist de steden Trier en Sierck-les-Bains te veroveren. Hierop verklaarde Frankrijk de oorlog aan Spanje. Het Zuid-Nederlandse leger werd verslagen bij Les Avins. Al snel vormden de Republiek en Frankrijk een coalitie tegen het Spaanse Rijk. Kardinaal Richelieu en Frederik Hendrik van Oranje kwamen overeen de Zuidelijke Nederlanden onderling te verdelen. Bij Maastricht voegden hun legers zich samen met naar verluidt zo'n 50.000 soldaten.
Het grote geallieerde leger wist Tienen, dat beschermd werd door een klein garnizoen, zonder veel moeite in te nemen (zie ook: Geschiedenis van Tienen). Niet lang daarna volgden Diest (15 juni) en Aarschot (17 juni). Ondertussen versterkte landvoogd Ferdinand de vestingswerken van Leuven. Ferdinand bleef niet in Leuven wachten en verliet Leuven. Door een rustpauze van het Frans-Nederlandse leger van acht dagen, gerekend tot de eigenlijk aanval op Leuven, wist ook een groot deel van de Leuvense bevolking een veilig heenkomen te vinden.

## Het beleg
Het Beleg van Leuven vond plaats van 24 juni 1635 tot 4 juli 1635. Tijdens die tijd bleef de Sint-Pieterskerk dag en nacht open. Kaarsen werden gebrand om de bescherming van Onze Lieve Vrouw af te smeken.

### De eerste operaties
Op 20 juni 1635 begaf het geallieerde leger zich op weg vanuit Tienen en Aarschot richting rechteroever van de Dijle. De verdedigende troepen in Leuven versterkten nog de Volmolens boven op de Dijle, want ze meenden dat de aanvallers via de Dijle Leuven zouden binnenvaren. Het Frans-Nederlands leger stak evenwel ten zuiden van Leuven de Dijle over. De verdedigers hadden dit pas laat door. Spaanse verkenners stelden vast dat zij niets meer konden doen aan de oversteek van de Dijle door de vijandelijke troepen. De Frans-Nederlandse troepen deden nog een omweg via Tervuren (was het hun idee Brussel aan te vallen?) en keerden dan vervolgens rechtsom naar Leuven.

### De belegering zelf

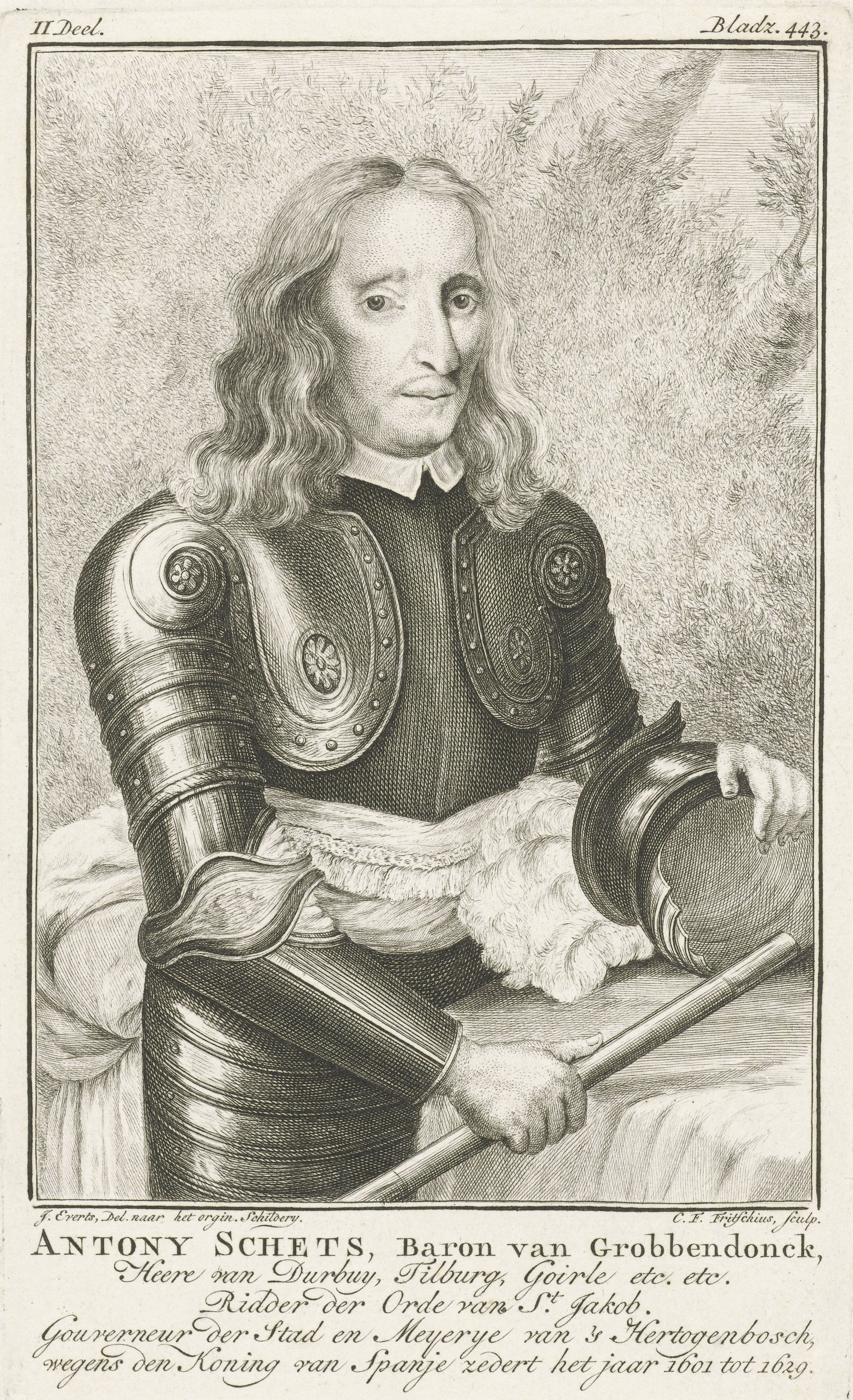
Anthonie Schetz, Baron van Grobbendonck.

Wie waren die Spaansgezinde troepen in Leuven? De troepen van Francisco de Moncada waren versterkt met gewapende mannen afkomstig uit Wallonië, Ierland en het Rooms-Duitse rijk, allen trouw aan de Spaanse koning. Anthonie Schetz leidde het geheel in Leuven. Hij had als commandanten naast zich voor elk niet-Spaans regiment: Jean d'Aubremont (Walen), Thomas Preston (Ieren) en Adolf von Eindholt (Duitsers). De geallieerde Nederlands-Franse troepen begonnen op 24 juni 1635 aan het Beleg van Leuven. De stadsmuren waren zo uitgestrekt en lang dat een langdurige verdediging van Leuven onmogelijk leek. Frederik Hendrik van Oranje zag dit meteen. Hij eiste onmiddellijk de overgave van de stad maar omdat Anthonie Schetz weigerde, startte hij de aanval op Leuven. Diezelfde dag staken de belegeraars enkele huizen aan de Tiensepoort in brand. De Ierse tercio Thomas Preston wist de Vilvoordse Poort (actuele naam: Brusselse Poort) met succes te verdedigen. Ook de Waalse regimenten en de studenten van de universiteit verweerden zich heftig tegen de belegeraars. De studenten vochten onder leiding van François de Robles, graaf van Anappes en proost van het kapittel van de St. Pieterskerk, bijgestaan door hun commandanten Charles de Vignacourt, een jurist, en Herman Hiddinga, een Fries. 

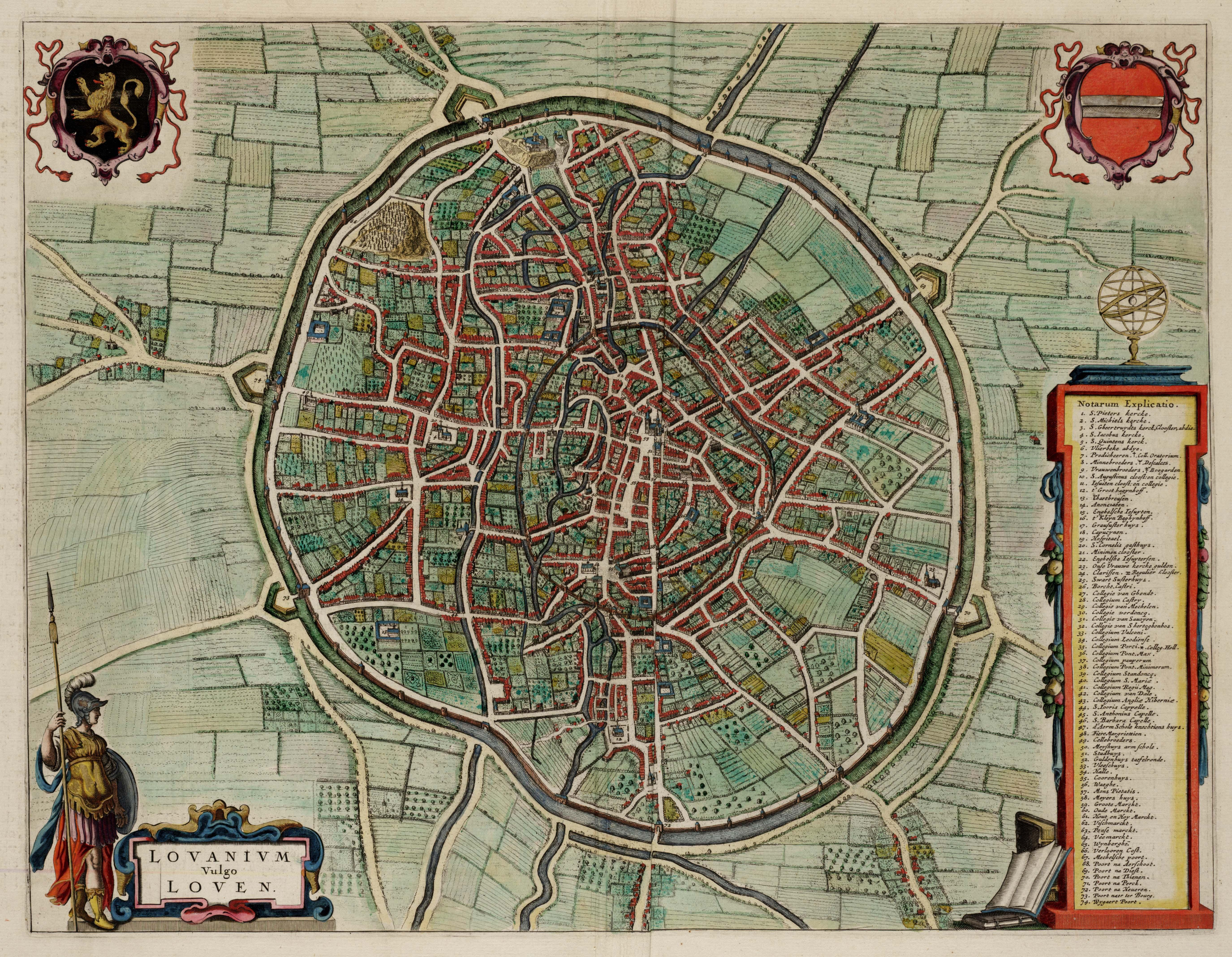
Kaart van Leuven in 1649 door Joan Blaeu.

De Spaansgezinde troepen deden een eerste uitval op diezelfde 24 juni 1635, zonder succes. Ze verloren 7 man maar konden toch meer dan 100 gijzelaars meepakken in het Nederlands-Franse kamp. De Noord-Nederlanders voerden de volgende dagen een bombardement op de stad uit zonder veel schade aan te richten. De Spaanse troepen deden nog meerdere uitvallen; zulke uitvallen waren nodig om de graafwerken van de Nederlands-Franse genietroepen te verstoren. Vooral aan de Tervuurse Poort, een grote stadspoort die letterlijk onder de boomwortels stond, waren de genietroepen zware inspanningen aan het leveren om ondergronds erdoor te graven.
Op 27 juni 1635 voerden de belegeraars een grote aanval op de stadsmuren uit. Frederik-Hendrik leidde zelf de stormloop, die geconcentreerd was op de Mechelse Poort. De ravelijn voor de Mechelse Poort gelegen was duidelijk het mikpunt van hun bestorming. Het lukte de belegeraars de grachten over te steken en zij beklommen vervolgens de stadsmuren aan de Mechelse Poort. De felle strijd ging de nacht in en, naar verluidt, kwamen Leuvense vrouwen meevechten op de muren, zij aan zij met de militairen en de studenten. Tegen de ochtend trokken de belegeraars zich terug in hun kamp.

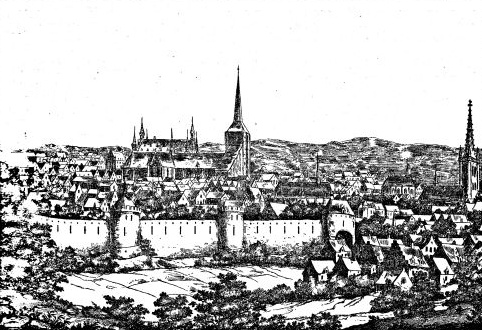
Leuven in 1610, door Josse van der Baren. De stad had nog middeleeuwse omwallingen in 1635.

De nacht van 29 juni 1635 volgde op een dag waarin de kanonnen van de belegeraars hadden gezwegen dankzij het Hoogfeest van Petrus en Paulus. Die nacht selecteerde Anthonie Schetz 250 soldaten voor een aanval op de kampementen van de Fransen en de Nederlanders. Zij liepen door 3 stadspoorten tegelijk naar buiten de stad en verzamelden dan snel voor de grootste stadstoren, genaamd Verloren Kosttoren. Vanuit deze toren coördineerden de Spanjaarden de uitval. Door het verrassingseffect wisten de Spaanse troepen vele vijandige soldaten te doden, waaronder ook veel officieren. De belegeraars beschoten nog de toren, om het commandocentrum uit te schakelen doch zonder succes. De dag daarop eiste Frederik Hendrik nogmaals de overgave van Leuven, zo niet zou hij de gehele bevolking laten afslachten. Opnieuw weigerde Schetz.

### Het ontzet
Vijf dagen later, op 4 juli 1635, arriveerde er een keizerlijk leger uit Namen onder leiding van Ottavio Piccolomini. Hierdoor waren de Franse en Nederlandse troepen genoodzaakt zich terug te trekken. Ze hadden ook al dagen last van een voedseltekort, wat waarschijnlijk de doorslag gaf. Vlak na de aftocht van Frederik Hendrik keerde landvoogd Ferdinand terug naar Leuven met een leger van ruim 30.000 soldaten.

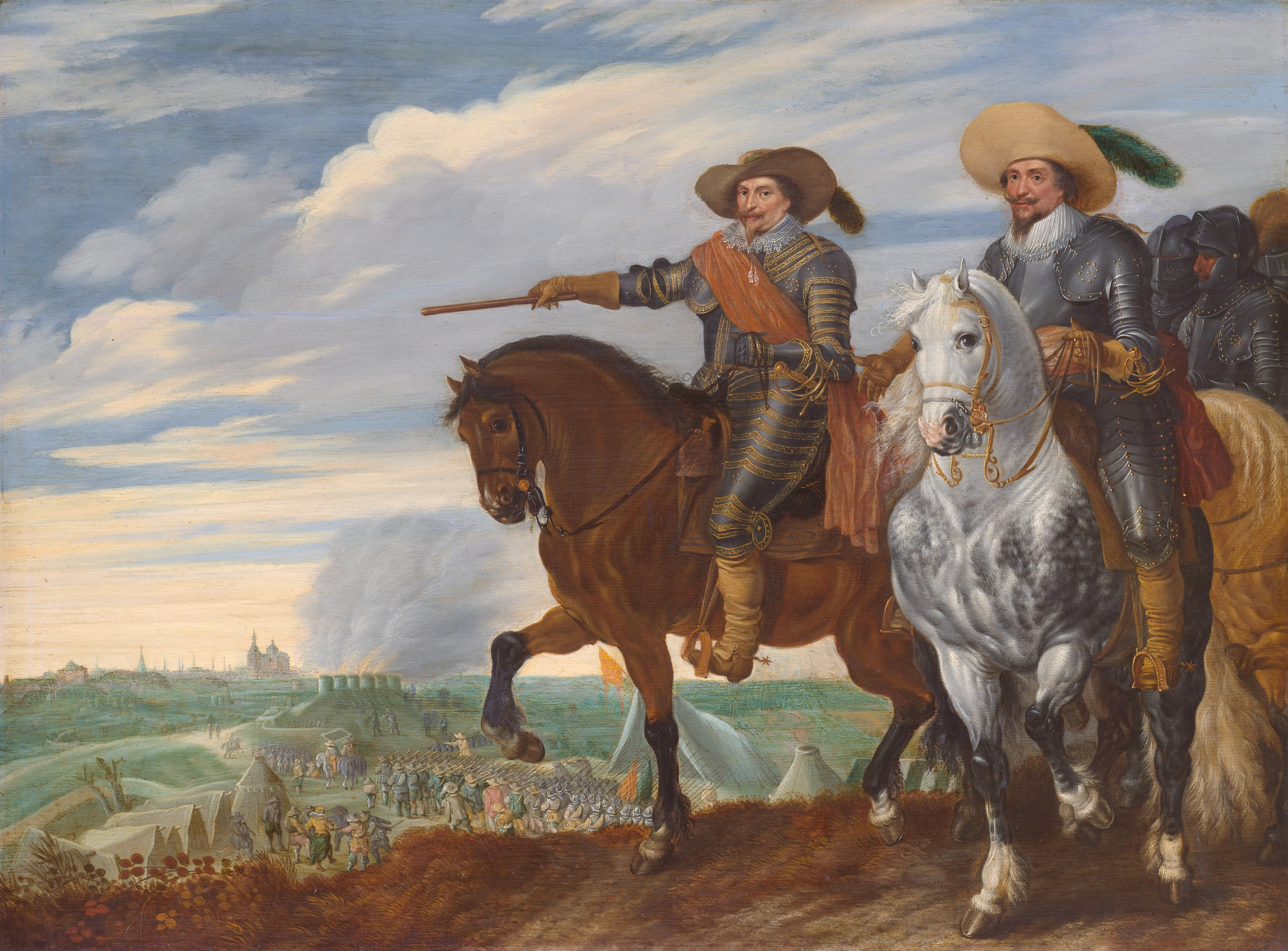
Frederik Hendrik van Oranje tijdens het Beleg van 's-Hertogenbosch in 1629. Ook hier stonden hij en Anthonie Schetz tegenover elkaar. Schilderij van Pauwels van Hillegaert.

## Nasleep
Door de Frans-Nederlandse nederlaag voor de muren van Leuven kon Don Ferdinand het initiatief overnemen. Het Leger van Vlaanderen heroverde binnen afzienbare tijd zowel Diest als Tienen en marcheerde verder in noordoostelijke richting. Landvoogd Ferdinand was in staat om het Noord-Nederlandse garnizoen in de Schekenschans aan de Rijn te overrompelen en zich zo meester te maken van een van de belangrijkste Nederlandse vestingen. Van daaruit dacht hij aan een invasie in de Republiek. Maar het Staatse leger onder leiding van Johan Maurits van Nassau-Siegen kon na vier maanden de schans weer innemen.

## Viering in Leuven
De Leuvenaars vonden dat er elk jaar een processie moest komen om het einde van het Beleg van Leuven te vieren. Deze processie was ter ere van "Onze Lieve Vrouw van het Beleg" (in het Frans: Notre Dame du Siège). De tweede zondag van juli vertrok de processie vanuit de St. Pieterskerk. De eerste maal vond de processie plaats op 8 juli 1635 om 12.00 h, dus binnen een week na het einde van het beleg. Tot aan de Franse Revolutie bleef de processie jaarlijks uitgaan. Zij werd bijgewoond door de notabelen van de stad, de rederijkers, het professorenkorps van de universiteit en de gilden.

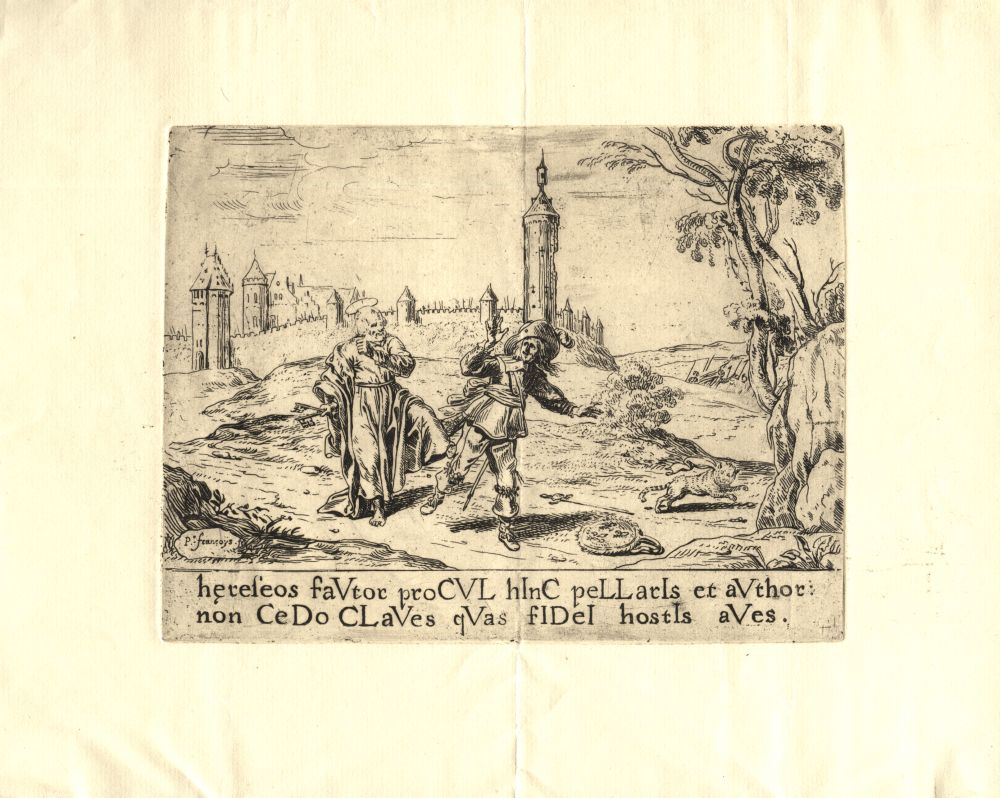
Spotprent van Pieter Francheys (1635): Sint-Pieter verjaagt een Franse soldaat.

## Spotprent Vae victis
Van het Beleg van Leuven is een spotprent bekend, een ets door Pieter Francheys. De figuur van Sint-Pieter (Leuven) staat voor de stadsmuren van Leuven, ter hoogte van de toren genoemd de Verloren Kost. Hij zwaait met zijn twee typische sleutels en geeft een trap aan een Franse of Nederlandse soldaat. Sint-Pieter roept hem toe: "Hereseos fautor procul hinc pellaris et author: non cedo claves quas fidei hostis aves" (Jij, aanhanger en auteur van ketterij, zal ver van hier verdreven worden; ik geef de sleutels (van de stad) niet af, die jij, vijand van het geloof, verlangt).